# 마르쿠 알렌

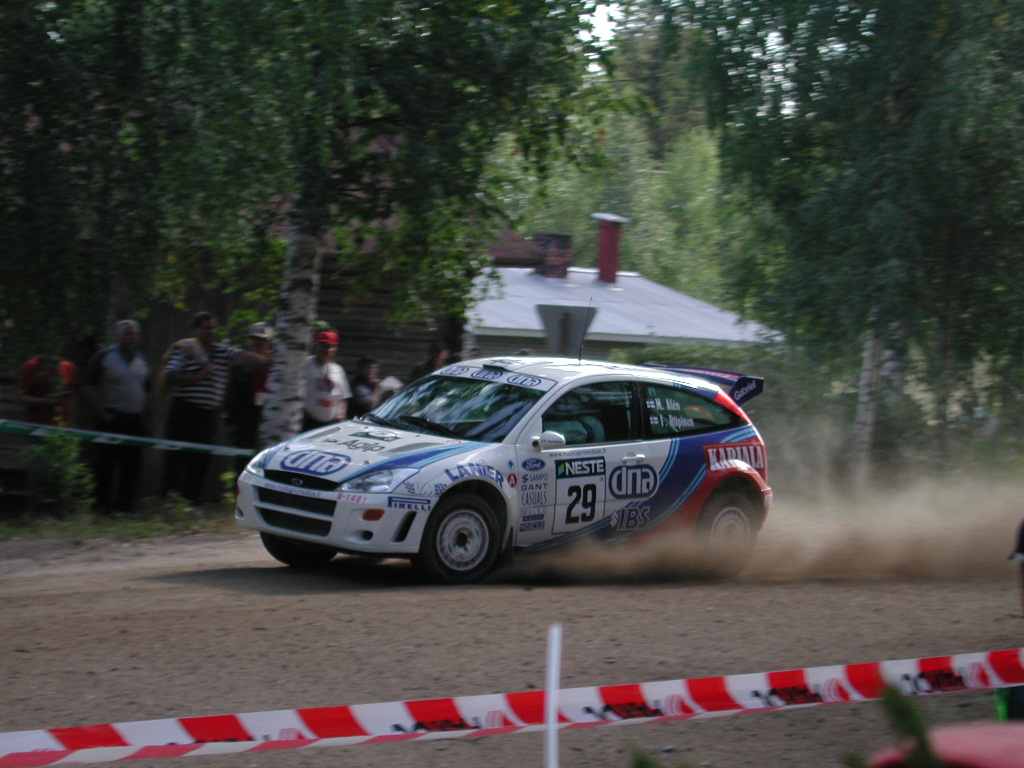
2001년의 마르쿠 알렌

마르쿠 알렌(Markku Alén, 1951년 2월 15일 ~ )은 핀란드의 자동차 경주 선수이다. 1973년에 활동을 시작했고, 2001년에 랠리를 그만뒀다.